# Винница (малый противолодочный корабль)
«Ви́нница» (укр. A206 «Вінниця»), ранее «Днепр» — украинский малый противолодочный корабль (корвет по классификации НАТО) проекта 1124П. При строительстве получил № 775. Бортовой номер в составе ВМС Украины — U206, после исключения из состава флота A206.

## Строительство
Противолодочный корабль № 775 был заложен на стапелях Зеленодольского судостроительного завода Татарской АССР 23 декабря 1975 года, в списки кораблей пограничных войск КГБ СССР был зачислен 17 июня 1976 года. На воду был спущен 12 сентября 1976 года. После спуска был отбуксирован в Азовское море, а оттуда отправился на севастопольский завод «Персей» для доработки и установки дополнительного оборудования.

## Служба

### Служба в Пограничных войсках СССР
Для проведения обязательных морских испытаний был перебазирован в Балаклаву. Успешно прошёл государственные испытания и после подписания государственной комиссией акта о принятии корабля в состав ВМФ СССР получил имя «Днепр» (согласно приказу командующего Западным пограничным округом № 0195 от 24 декабря 1976 года). Вошёл в состав 5-й отдельной бригады пограничных сторожевых кораблей г. Балаклава Краснознамённого Западного ПО МЧ КГБ СССР. Участвовал в охране государственной границы, экономической зоны СССР и рыболовных промыслов близ побережья Крымского полуострова в Чёрном море.
- 1977 год — участвовал в походе в районе Чёрного моря от острова Змеиного до Керченского пролива.
- 1978 год — участвовал в походе в районе Чёрного моря от Одессы до Новороссийска.
- 1979 год — участвовал в походе в районе Чёрного моря от мыса Тарханкут до Новороссийска.
- 1980 год — участвовал в походе в районе Чёрного моря от мыса Тарханкут до Очамчыра.
- 1981 год — участвовал в походе в районе южного побережья Крыма.

В июне 1992 года вошёл в состав Морских частей Государственного комитета по охране границ Украины.
С этого момента началась служба корабля в ВМС Украины, а сам он был переименован в «Винницу».

### В составе ВМС Украины
В конце 1995 года на правительственном уровне было принято решение о передаче Государственной пограничной службой Украины кораблей проекта 1124П в состав Военно-морских сил Украины.
В январе 1996 года «Днепр» вместе с однотипным «Измаилом» были переданы ВМС. Корабли были приняты в удовлетворительном техническом состоянии: учитывая специфику морской пограничной службы, на кораблях редко использовалось минно-торпедное вооружение. Активно эксплуатировалась лишь ходовая механическая часть, вооружение ракетно-артиллерийской боевой части.
Позднее «Винница» участвовала во многих многонациональных морских учениях как совместно с ЧФ России, так и с флотами стран НАТО.
- июль 1996 года — участие в международных учениях «Кооператив партнёр—1996».
- август 1996 года — участие в учениях «Море—96».
- август-сентябрь 1996 года — участие в международных учениях «Классика—96» (Констанца, Румыния).
- апрель 1998 года — участие в совместном сбор-походе с группой кораблей ЧФ России.
- апрель 1999 года — участие в сбор-походе.
- август 1999 года — участие в международных учениях «Фарватер мира—99».
- апрель 2000 года — участие в сбор-походе.
- июнь 2000 года — участие в международных учениях «Кооператив партнёр—2000».
- 2002 год — международные учения «Си Бриз—2002», «Фарватер-Форпост—2002», сбор-поход.
- 2003 год — учения «Бриз—2003», «Фарватер мира—2003», «Кооператив партнёр—2003» и «Черноморское партнёрство—2003». Принял участие в активации черноморской военно-морской группы в рамках программы BLACKSEAFOR, в ходе которой нанёс визиты в порты причерноморских стран. В том же году назван лучшим кораблём ВМС Украины.
- 2007 год — участие в стратегических учениях «Артерия—2007».
- 11 ноября 2007 года попал в шторм и получил серьёзные повреждения форштевня, с этого момента состоит на ремонте.
- В июле 2010 года правительство Винницкой области выделило 250 тысяч гривен на ремонт корабля[5]
- 22 марта 2014 года — взят под контроль спецназом морской пехоты Черноморского флота Российской Федерации[6]. Экипаж украинских ВМC сошёл на берег в полном составе[7].
- 19 апреля 2014 года возвращён ВМC Украины, переведён в новый пункт дислокации — город Одесса, в составе 1-й бригады надводных кораблей[8]. Капитан 3 ранга Сергей Заугольников, командир корабля во время аннексии Крыма, отказался продолжать службу в ВМС Украины и принял российское гражданство[9].
- 20 апреля 2017 года командиром был назначен капитан-лейтенант Мельник Алексей.
- В сентябре 2017 года Одесский порт принял на ремонт украинский корвет «Винница». Ремонт производился на предприятии «Судоверфь „Украина“». Корабль был установлен в док № 4 судоверфи. По данным, размещённым на сайте Одесского порта, планировалось провести полный комплекс ремонтных и доковых работ. «Винница» долгое время находилась в отстое после аварии. По имеющимся данным, одной из задач постановки корабля в плавдок ОСП «Судоверфь „Украина“» являлась оценка реального состояния и возможности его восстановления.
- 21 августа 2018 года был завершён доковый ремонт корабля.
- На конец 2019 года находился в Очакове рядом со списанными кораблями, ожидающими утилизацию.
- 29 января 2021 года корвет был списан[10].

## Корвет «Винница» в моделизме
Издательством «Орёл» (г. Херсон, Украина) в серии «Эскадра на столе» выпущена картонная сборная модель корвета в масштабе 1:200 (разработчик модели — А. Празукин).